# ایزومتری

ترکیب تابع دو ایزومتری متضاد ایرومتری مستقیم است. نمایش دهندهٔ ایزومتری متضاد مانند یا در این تصویر. انتقال (هندسه) ایزومتری مستقیم: جسم صلب.

در ریاضیات ایزومتری (انگلیسی: Isometry) یا طولپا به تبدیلی در فضاهای متری گفته می‌شود که فاصله نقاط را حفظ می‌کند. این تبدیل‌ها معمولاً تناظر دوسویه هستند.

## تعریف
فرض کنیم X و Y فضاهای متری با متریک‌های dX و dY باشند. یک تابع ƒ : X → Y در صورتی ایزومتری تلقی می‌شود اگر برای هر a,b ∈ X رابطه زیر برقرار باشد.
{\displaystyle d_{Y}\left(f(a),f(b)\right)=d_{X}(a,b).}

## مثال‌ها
- هر بازتاب, انتقال و چرخش در فضای اقلیدسی یک ایزومتری است.

## کتابشناسی
- Coxeter, H. S. M. (1969). Introduction to Geometry, Second edition. Wiley. ISBN 9780471504580.